# Charles Ariiotima
Charles Ariiotima (6 de janeiro de 1966) é um ex-árbitro de futebol taitiano.[carece de fontes?] Foi chefe da Comissão de Arbitragem da Federação Tahitiana de Futebol.
Ariiotima tornou-se notório por conta do jogo Tunísia 3 x 2 Sérvia e Montenegro, realizado nos Jogos Olímpicos de 2004, onde ele determinou que uma cobrança de pênalti fosse cobrada 6 vezes, até que finalmente fosse validada. Das 6 cobranças, o jogador tunisiano Mohamed Jedidi converteu 4 (inclusive a última, que foi validada), e perdeu 2, que foram defendidas pelo goleiro Nikola Milojevic.
Além desse, os jogos de maior apelo arbitrador por ele foram:
- 3 partidas na Copa das Nações da OFC de 2002, incluindo a Final
- 2 partidas  na Copa das Nações da OFC de 2004
- 3 partidas  nos Jogos do Pacífico Sul de 2003
- 2 partidas nos Jogos Olímpicos de 2004